# Мечта в пределах досягаемости
«Мечта в пределах досягаемости» (таг. Abot-Kamay na Pangarap) — филиппинский телесериал, в главных ролях Кармина Вильярроэль и Джиллиан Уорд. Премьера сериала состоялась 5 сентября 2022 года на телеканале «GMA Network».

## Сюжет
Сериал рассказывает историю жизни неграмотной матери по имени Линет и ее умной дочери Аналин, самого молодого нейрохирурга на Филиппинах.

## В ролях

### Основной
- Кармина Вильярроэль в роли Линет Сантос-Таньяг
- Джиллиан Уорд в роли Аналин Сантос Таньяг

### Поддержка
- Ричард Яп в роли Роберто Хосе «RJ» Таньяга
- Доминик Очоа в роли Майкла Лобрина[3]
- Пинки Амадор в роли Мойры Барретто
- Андре Парас в роли Люк Антонио
- Вильма Досент в роли Josa Enriquez-Valencia
- Казель Киноучи в роли Зои Барретто Бенитес
- Джефф Мозес в роли Рейгана Тибаяна
- Декстер Дориа в роли Сусаны «Сьюзен» Бургос
- Чаки Дрейфус в роли Раймунда «Рэя» Менезеса
- Ариэль Вилласанта в роли Кромвеля «Кромс» Валенсии

### Повторяющийся
- Дениз Барбасена в роли Эулы Сармьенто
- Патрисия Кома в роли Грейс Вильяр
- Александра Мендес в роли Джоанны Лери Х. Дизон
- Джон Вик Де Гусман в роли Кеннета «Кена» Прадо
- Че Рамос-Козио в роли Кэтрин «Кэти» Энрикес
- Юнис Лагусад в роли Карен Элиз Г. Кодал
- Алкрис Галура в роли Эвана Эндрю Л. Николаса
- Аня Гонсалес Альмарио в роли Джой Круз
- Лео Мартинес в роли Хоселито «Пепе» Таньяга
- Дайанн дела Фуэнте в роли Патрисии Минор
- Аллен Дизон в роли Карлоса Бенитеса
- Дина Бонневи в роли Жизель Мари Таньяг
- Кен Чан в роли Линдона Хавьера
- Принц Клементе в роли Нескриста «Криста» Прославленного
- Шанель Латорре в роли Луниннинг «Нинг» Сандовал